# NGC 4293
NGC 4293 este o astronomical radio source⁠(d) situată în constelația Părul Berenicei. A fost descoperită în 14 martie 1784 de către William Herschel. Se află la o distanță de 16,5 megaparseci de Pământ.